# Меморіал Рубінштейна

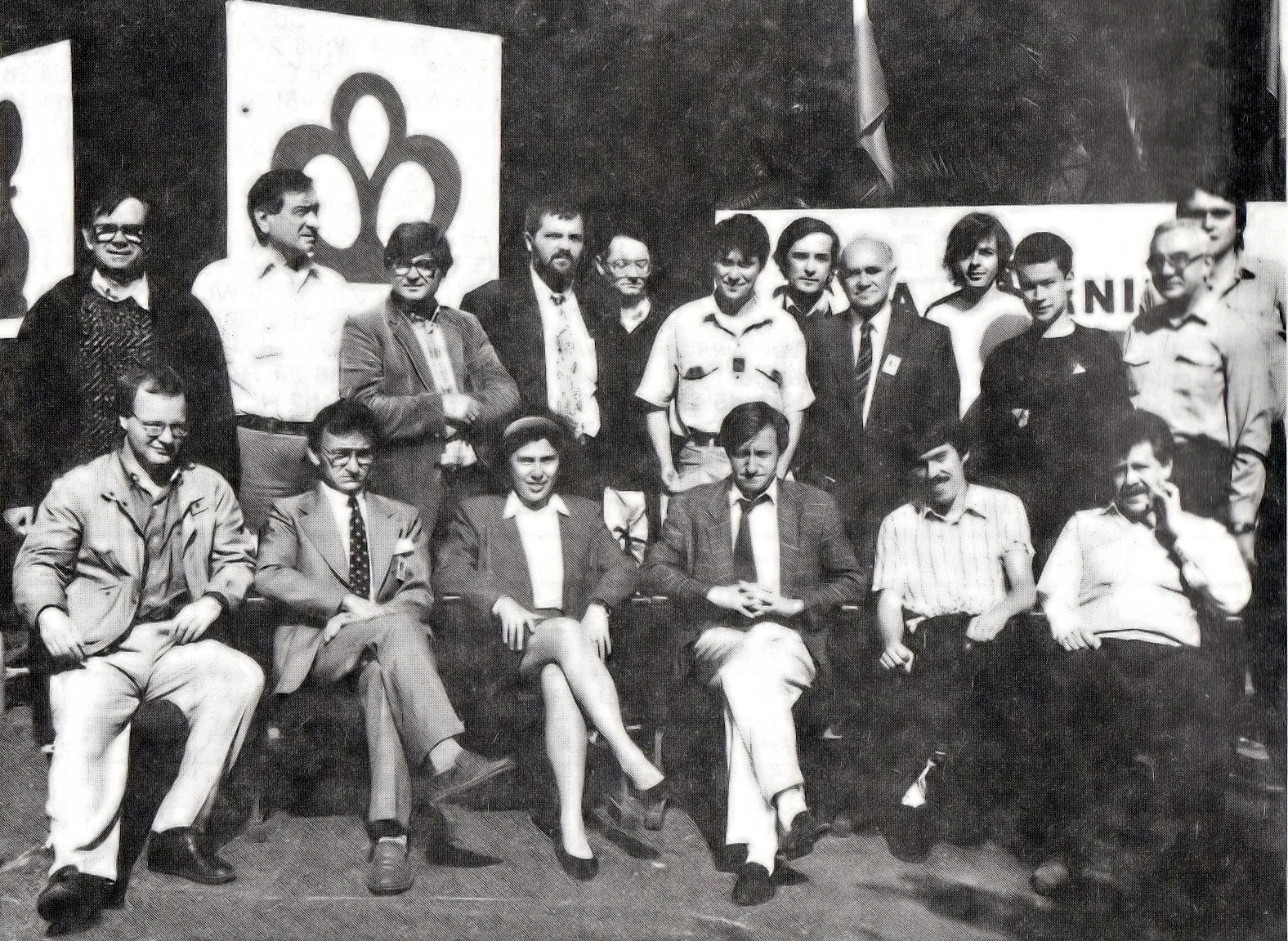
Учасники і організатори 28-го меморіалу (1991)

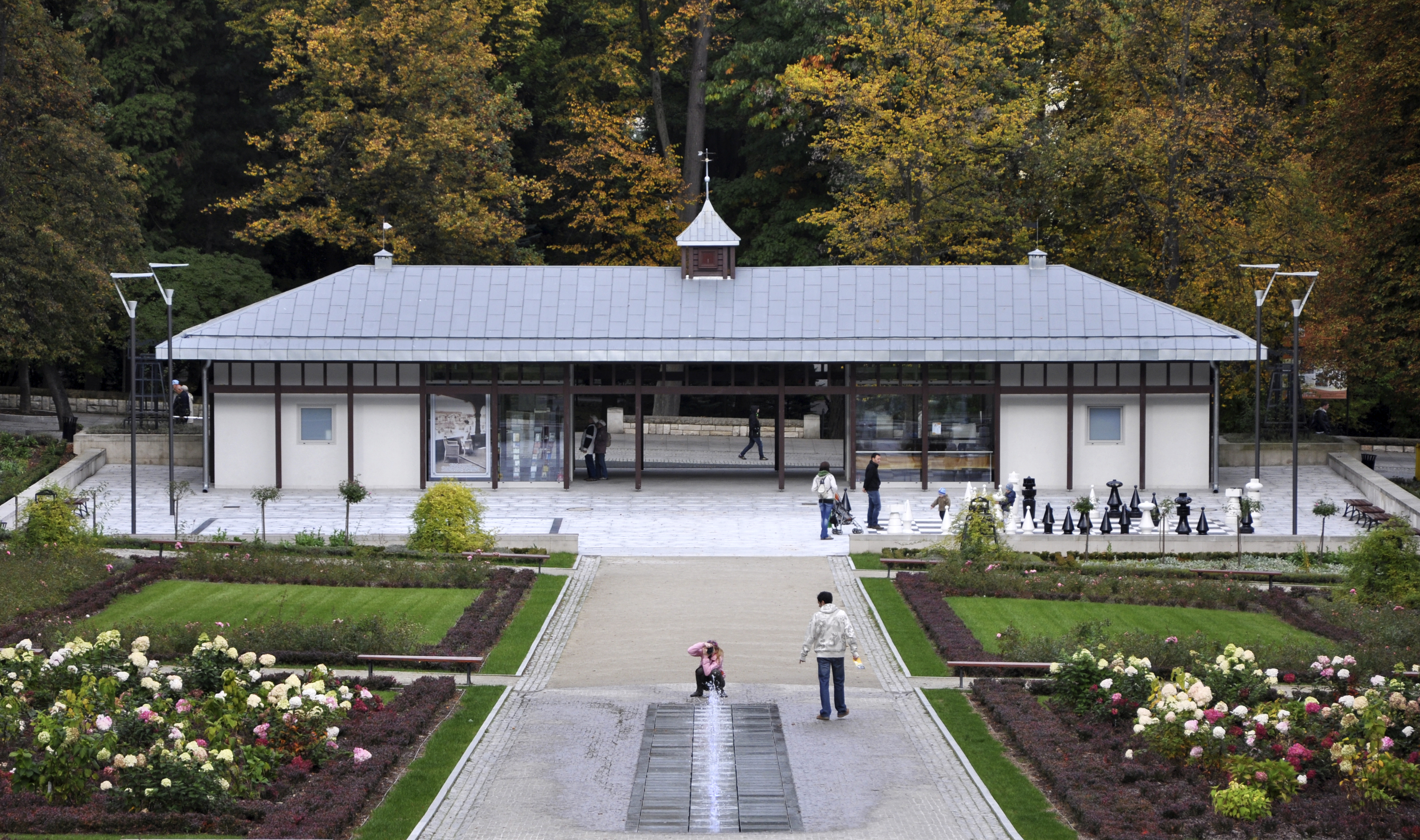
Шаховий павільйон у парку відпочинку в Поляниці-Здруй

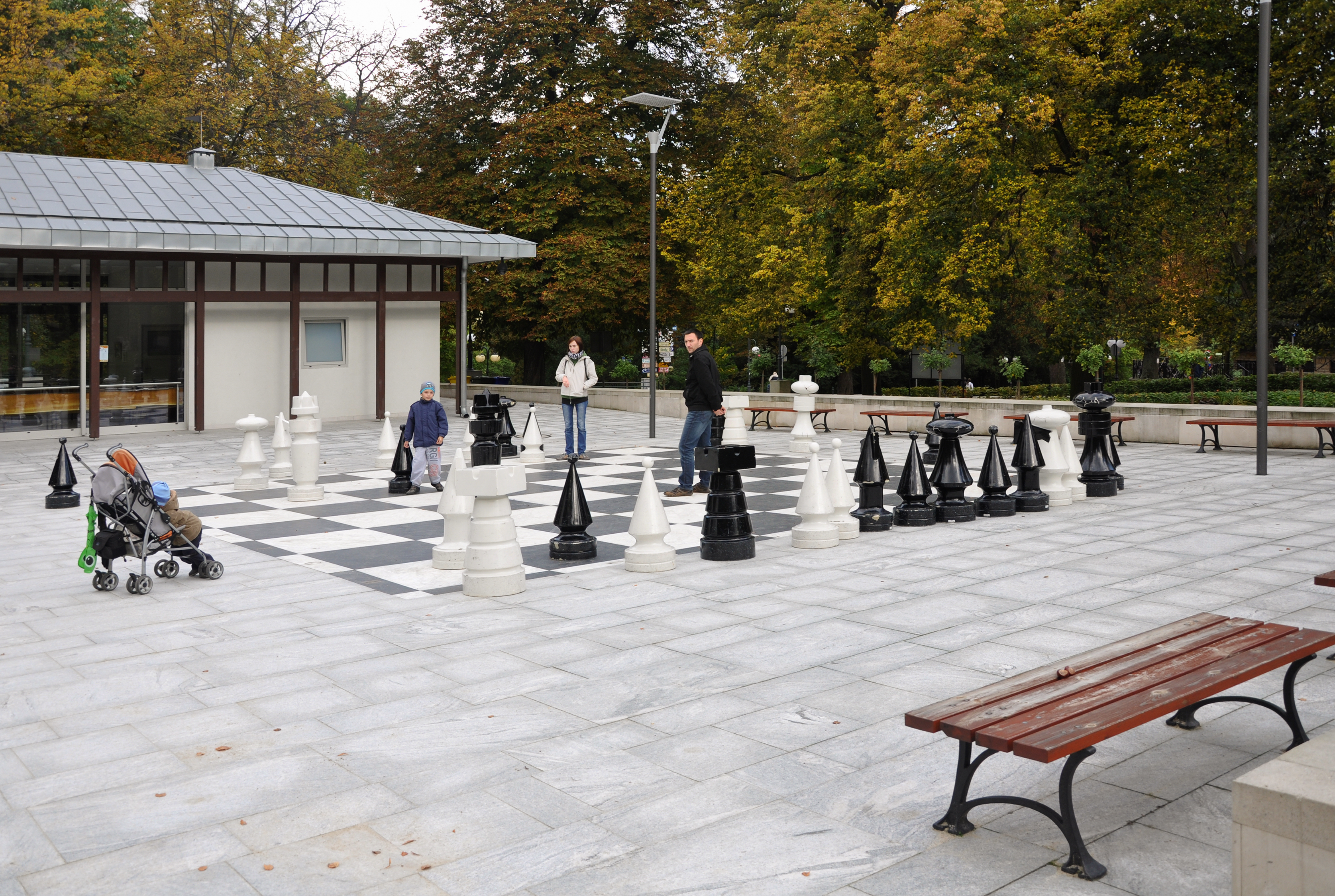
Шахівниця біля павільйону

Меморіал Акіби Рубінштейна – міжнародний шаховий турнір пам'яті Акіби Рубінштейна, який проводиться в польському курортному місті Поляниця-Здруй починаючи з 1963 року. Упродовж багатьох років був найсильнішим турніром за круговою системою в Польщі. Серед його учасників:
- Чемпіони світу: Василь Смислов, Анатолій Карпов i Веселин Топалов
- Чемпіонки світу: Нона Гапріндашвілі i Жужа Полгар
- Гросмейстери: Властіміл Горт, Вольфґанґ Ульманн, Сало Флор, Борислав Івков, Ян Смейкал, Андраш Адор'ян, Юрій Авербах, Еугеніо Торре, Ульф Андерссон, Олег Романишин, Сергій Долматов, Олександр Чернін, Ілля Смірін, Жоель Лотьє, Віктор Корчной, Ріблі Золтан, Д'юла Сакс, Яан Ельвест, Михайло Красенков, Роберт Гюбнер, Сергій Тівяков, Олександр Бєлявський, Сергій Рублевський, Предраг Ніколич, Євген Барєєв, Борис Гельфанд, Олексій Широв, Василь Іванчук, Петер Леко, Петро Свідлер, Люк ван Велі та інші.

Найсильніший за всі роки турнір відбувся  2000 року. Він мав 17-ту категорію, а середній рейтинг Ело учасників становив 2673 бали. У 1990 i 2004 роках турнір не проводився. У 1994, 2001–2005 і 2009 роках відбулись турніри за швейцарською системою. У 2006–2008 i 2011 роках основні гросмейстерські турніри відновились.